# Geschichte des Königreichs Großbritannien

Wappen nach dem Act of Union 1707

Die Geschichte des Königreichs Großbritannien umfasst die Geschichte der seit dem Act of Union von 1707 als Königreich Großbritannien zusammengefassten Territorien England (einschließlich Wales) und Schottland. Mit dem Act of Union von 1800 kam das bis dahin staatsrechtlich eigenständige Irland in diesen Verband. In diesem Jahrhundert ebbten die Widerstände gegen die englisch-schottische Union ab, die innenpolitischen Auseinandersetzungen entfalteten sich zwischen den nun konsolidierten Parteien der Whigs und Tories. Nach außen baute das Königreich seine Kolonien aus, wenn auch die nordamerikanischen Niederlassungen unabhängig wurden und damit verloren gingen. Die wirtschaftliche Entwicklung ließ das restliche Europa hinter sich und mündete schließlich in die Industrielle Revolution.

## Konsolidierung unter dem Haus Hannover

### Entstehung des Königreichs Großbritannien

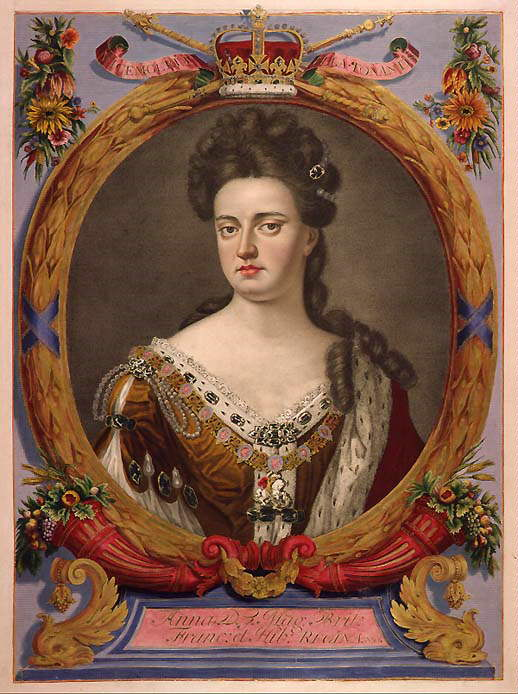
Königin Anna

Wilhelm III. starb 1702 mitten in den Vorbereitungen eines neuen Krieges gegen Frankreich. Die Herrschaft übernahm seine Schwägerin Anne. Sie erklärte sofort den unter Wilhelm vorbereiteten Krieg gegen Frankreich und Spanien und wurde damit in den Spanischen Erbfolgekrieg hineingezogen. 1712 wurde Ludwig XIV. schließlich gezwungen, von seiner Unterstützung der Nachkommen Jakobs II. abzurücken und eine vom englischen Parlament vorgelegte Thronfolgeregelung für England und Schottland zu akzeptieren. Darüber hinaus erhielt England einige koloniale Gebiete und Handelsprivilegien zugesprochen, was es endgültig zu einer der stärksten Kolonialmächte machte. Die Religionspolitik blieb unterdessen das entscheidende innenpolitische Thema. In der Anglikanischen Kirche bildete sich die Unterscheidung zwischen der High Church, die den royalistischen Tories nahestand, und der Low Church auf Seiten der dem Landadel nahestehenden Whigs heraus. Die Auseinandersetzungen zwischen den sich immer mehr in Richtung moderner politischer Parteien entwickelnden Whigs und Tories bestimmten ab 1700 die politische Landschaft in England.
Ab 1706 drängte das englische Parlament Schottland massiv zu einer vollständigen politischen Union mit England. Die Angst vor schlechteren Bedingungen, vor allem ökonomischer Natur, im Fall der Weigerung sowie massive Bestechung führten zur Annahme des Angebots durch das schottische Parlament. England und Schottland wurden schließlich gemäß dem Act of Union 1707 zum Königreich Großbritannien vereinigt. Anna wurde erste „britische“ Königin, das Haus Hannover als gemeinsame Herrscherdynastie festgeschrieben. Das Parlament Englands wurde in das Parlament Großbritanniens umgewandelt. Das Unterhaus wurde um 45 schottische Abgeordnete erweitert, das Oberhaus um 16. An der Grenze zwischen den beiden Staaten wurden keine Zölle mehr erhoben. Allerdings wurde das englische Recht nicht auf Schottland übertragen und einige schottische Institutionen nicht mit ihrem englischen Gegenstück fusioniert; dazu zählen die Bank of Scotland und die Church of Scotland.

### Die Whig-Epoche

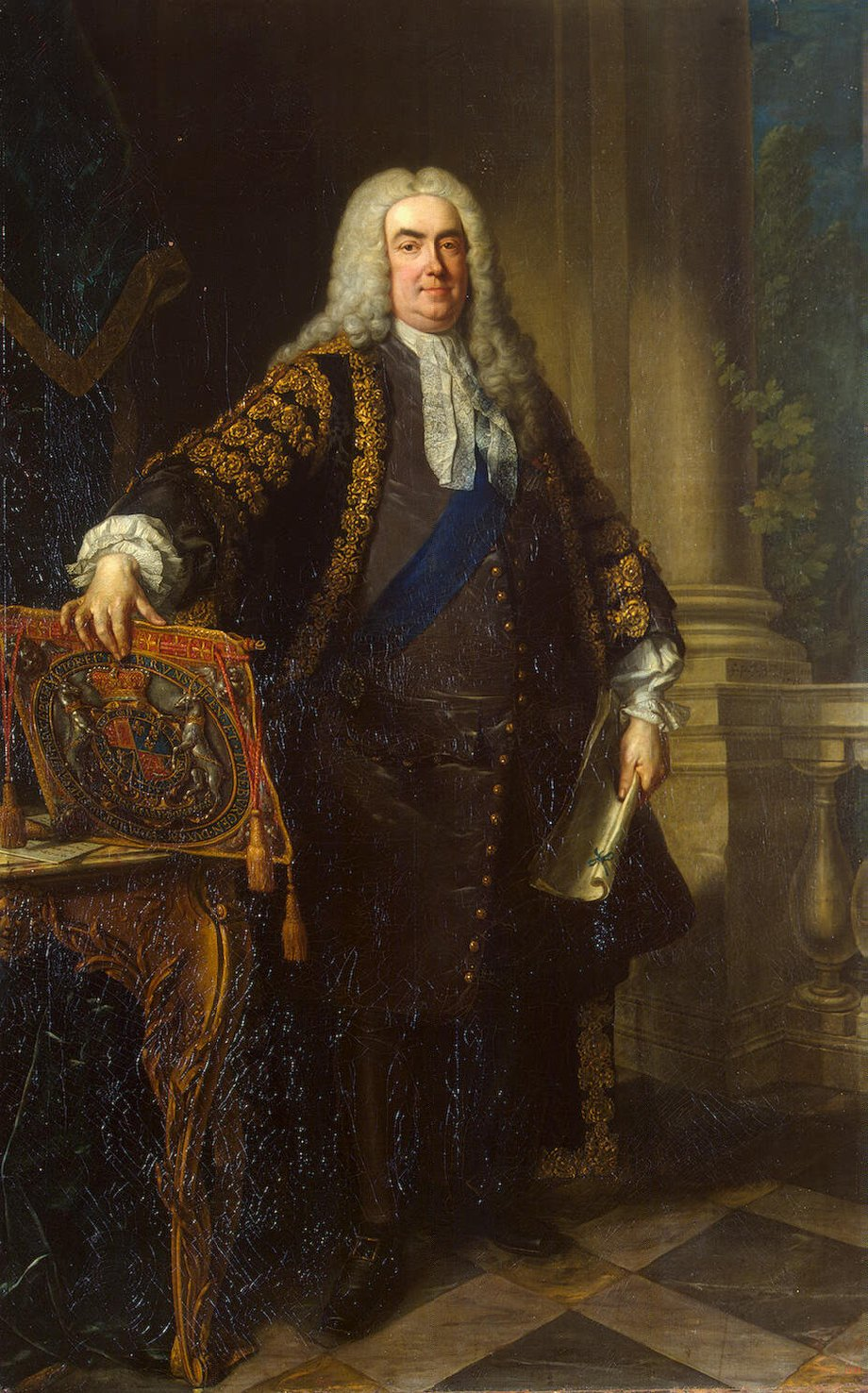
Robert Walpole, Großbritanniens erster Premierminister

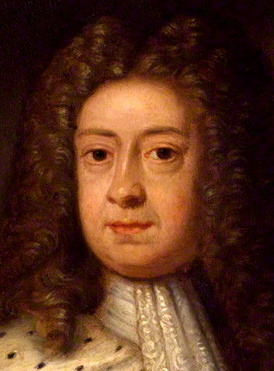
Georg I.

Durch den Act of Settlement war 1701 die protestantische Thronfolge festgelegt worden, so dass nach Annes Tod die Krone 1714 an Georg I. aus dem Haus Hannover (Welfen) fiel. Georg stützte sich auf die Whigs, die im Gegensatz zu den Tories bedingungslos an der protestantischen Erbfolge festgehalten hatten. Sowohl durch die Amtsvergabepraxis des neuen Königs als auch durch die Parlamentswahl 1715 besetzten die Whigs den Großteil der politischen Schlüsselpositionen Großbritanniens. Nach einem jakobitischen Aufstand in Schottland und Teilen Nordenglands im gleichen Jahr wurden verschiedene politische Rechte eingeschränkt und die Wahlperiode des Parlaments von drei auf sieben Jahre heraufgesetzt, was die Dominanz der Whigs auf lange Zeit zementierte. Spannungen spielten sich hauptsächlich innerhalb der dominanten Partei ab: Nachdem Großbritannien sich in der Tripel-Allianz mit Frankreich und den Niederlanden verbündet und in den Großen nordischen Krieg eingegriffen hatte, spaltete sich ein Teil der Whigs ab und trat im Parlament in Opposition zur Regierung. 1720 setzte sich Robert Walpole als starker Mann der Whigs durch, der als Chancellor of the Exchequer eine Finanzmarktkrise beendete und zum ersten Premierminister Großbritanniens wurde. Walpole sicherte seine Stellung vor allem durch seine überragenden finanzpolitischen Fähigkeiten. Mit dem sinking fund schuf er ein System, das den britischen Staatsanleihen ein bis dahin nicht gekanntes Maß an Stabilität und damit dem Staat eine gewaltige Kreditwürdigkeit verschaffte. Seine merkantilistische Handelspolitik förderte den Export und belegte den Import nach Großbritannien mit hohen Abgaben. In den folgenden 20 Jahren kontrollierte Walpole die Vergabe nahezu aller staatlicher Ämter und Bischofsstühle und das Stimmverhalten der schottischen Whig-Abgeordneten im Oberhaus praktisch vollkommen. Auf das Unterhaus übte er großen Einfluss durch seine Finanzmittel aus: Da die Wahlkreiseinteilung noch auf der Struktur des Mittelalters beruhte, existierten viele ländliche Wahlkreise, die sich durch Zahlungen an wenige Wahlberechtigte kaufen ließen. Vergleichsweise moderne politische Wahlkämpfe fanden dagegen in den städtischen Wahlkreisen statt.
Widerstand rief vor allem Walpoles Außenpolitik hervor. Während er durch Verträge den Frieden mit Frankreich und Spanien zu sichern versuchte, formierte sich innerhalb der Whigs eine Kriegspartei, die im Verlauf mehrerer Handelsauseinandersetzungen vor allem mit Spanien in der Karibik immer größer wurde. Walpole scheint den Wandel der Meinung gegen sein außenpolitisches Konzept erkannt zu haben und trat nach einer für ihn ungünstig verlaufenen Unterhauswahl 1742 während der Regierungszeit Georgs II. (1727–1760) zurück.
Das Verhältnis zwischen England und Schottland blieb in dieser Zeit weiter gespannt. 1715 war eine Verschwörung gegen Georg I. zu Gunsten eines Stuart-Königs aufgedeckt worden, an der sich auch englische Parlamentsangehörige beteiligt hatten. Kurz darauf brach in Schottland ein bewaffneter Aufstand aus, den ein zahlenmäßig weit unterlegenes englisches Heer in der Schlacht von Sheriffmuir niederschlug. Im Januar 1716 landete jedoch James Francis Edward Stuart in Schottland und rief sich dort unter dem Namen Jakob VII. zum König aus, floh aber nach wenigen Tagen wieder. In den folgenden Jahrzehnten wurde die schottische Bevölkerung systematisch entwaffnet und Straßen in die unwegsamen Gebiete des Landes gebaut. 1745 landete Charles Edward Stuart, bekannt als Bonnie Prince Charlie, unerkannt in Schottland und behauptete, dass er ein Militärbündnis mit Frankreich geschlossen habe. Dadurch ermutigt, schloss sich ihm eine kleine aufständische Streitmacht an, der Anfangserfolge gegen die Engländer gelangen. Als sich nach Operationen in Nordengland kein allgemeiner Aufstand entwickelte, musste der Prätendent zugeben, dass er in Wirklichkeit keine französische Waffenhilfe zu erwarten hatte. Ein Teil seines Heeres löste sich daraufhin auf. Mit dem Rest wurde er am 16. April 1746 bei Culloden vernichtend geschlagen. Es folgte eine blutige Säuberungswelle in den Highlands, nach der Schottland endgültig unterworfen war. Gleichzeitig begannen aber auch viele schottische Adlige Karriere im englischen Heer zu machen, was die Integration in das Königreich Großbritannien vorantrieb. Auch wirtschaftlich begann sich Schottland an England zu binden, vor allem durch die Produktion von Schlachttieren, die in den wachsenden Städten des Südens begehrt waren, und zunehmend mit dem Abbau von Kohle.

### Das Ende der Whig-Dominanz

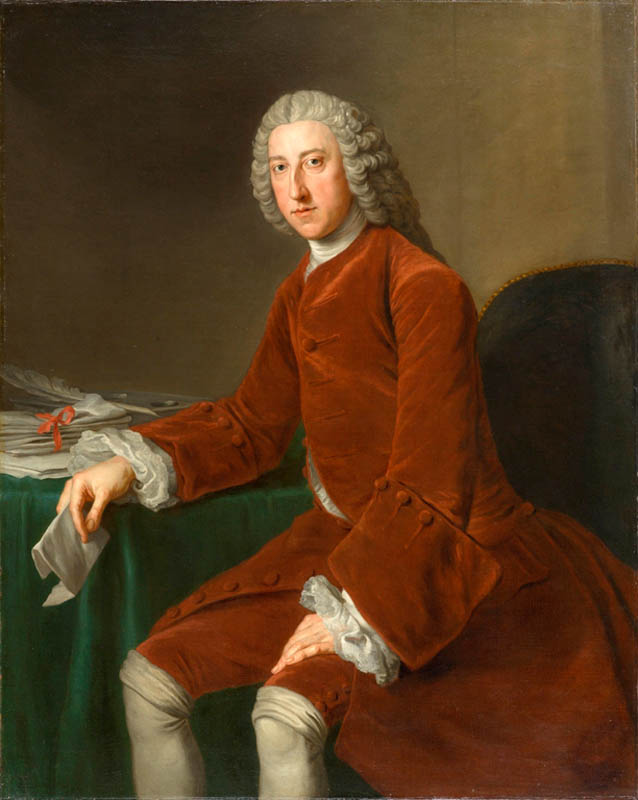
William Pitt (der Ältere), 1. Earl of Chatham

Der für Großbritannien ungünstige Verlauf des Österreichischen Erbfolgekriegs zwang Georg II. ab etwa 1745 wieder Regierungsämter mit Tories zu besetzen, um seiner angeschlagenen Herrschaft eine breite politische Basis zu verschaffen. 1747 zog sich Großbritannien aus dem Erbfolgekrieg zurück, vor allem wegen der starken Belastung für die Staatsfinanzen. Unter Premierminister Henry Pelham schloss sich eine Konsolidierungsphase an, auf die wiederum eine Phase mit schnell wechselnden und kaum handlungsfähigen Regierungen folgte. Eine starke Gestalt hatte die britische Politik erst nach den unruhigen Zeiten des Bürgerkriegs, des Commonwealth und der Glorreichen Revolution, und in Kultur und Wissenschaft schlug sich der Wunsch nach Stabilität nieder. Dies drückte sich im Aufkommen des Klassizismus in verschiedenen künstlerischen Disziplinen sowie im Rationalismus der Wissenschaften aus. Der Klassizismus wurde auch durch die außenpolitischen und militärischen Erfolge bestärkt, nach denen Großbritannien sich als Nachfolger des Römischen Reiches ansehen konnte. In der Wissenschaftstheorie setzte sich vor allem mit John Locke und David Hume, den Hauptvertretern der britischen Aufklärung ein strenger Empirismus durch.
Am deutlichsten schlug sich der Klassizismus in der Architektur nieder. Richard Boyle setzte diesen Stil mit Bezug auf den römischen Architekten Vitruv durch. Stilbildend für ganz Europa wurde Großbritannien durch die Entwicklung des Englischen Gartens. In der Malerei führte vor allem Joshua Reynolds das „Classical Age“ ein. Er bemühte sich neben der alleine vorherrschenden Gattung der Porträtmalerei auch die Historienmalerei einzuführen. In der Gestalt von William Hogarth entwickelte sich außerdem eine frühe Form des Realismus, die bereits sozialkritische Akzente setzte. Die Musik der Epoche war geprägt von Georg Friedrich Händel und dem von ihm gestimmten Übergang von der Oper zum Oratorium. In der Prosaliteratur setzte sich der Roman als dominierende Form durch, während die Poesie allgemein höheres Ansehen genoss und sich zunehmend in Richtung Naturpoesie entwickelte. Als neue dramatische Form gewann das Bürgerliche Trauerspiel an Bedeutung. wieder ab 1756 mit William Pitt dem Älteren. Unter ihm, der nur Secretary of the State war, aber wie ein Premierminister agierte, griff Großbritannien in den Siebenjährigen Krieg (1756–1763) ein. Vorangegangen waren wiederholte Zusammenstöße mit französischen Truppen und Schiffen vor allem in den Kolonien auf verschiedenen Kontinenten. Nach nur geringen Erfolgen in den ersten Kriegsjahren erzielten die britischen Truppen 1759 eine Reihe von Siegen. Als Folge des Krieges gewann Großbritannien sämtliche französische Kolonien in Nordamerika sowie Territorien in Afrika und Indien. Auf dem mitteleuropäischen Kriegsschauplatz taten sich die britischen Truppen schwer, vor allem aber erfüllte Friedrich der Große, der von Großbritannien insbesondere finanziell unterstützt wurde, nicht die militärischen Erwartungen. Wegen der hohen Kriegsausgaben wuchs der Unmut gegen Pitt. Allerdings begann sich die britische Politik erst nach dem Tod Georgs II. aktiv für ein Ende des Krieges einzusetzen, weil sein Nachfolger Georg III. zum Verzicht auf das Stammland Hannover bereit war.
Die Church of England erlebte im 18. Jahrhundert sowohl eine Phase von Abspaltungen (Methodismus) und abweichenden Meinungen (Unitarier, Deismus) als auch eine Konsolidierung in ihrem Hauptstrom, der mit einer engen Bindung an den Staat sowie den Adel verbunden war. So entwickelte sich ein neues Pfründenwesen, in dem kirchliche Ämter von der Krone oder vom Adel vergeben wurden. Die abweichenden Strömungen der Dissenters wurden in der Phase der Dominanz der Whigs zunehmend toleriert und bündelten sich zu einer überschaubaren Anzahl von Unterformen. Der Katholizismus wurde weiter staatlich bekämpft und ging deutlich zurück.

### Wirtschaft und Gesellschaft im frühen 18. Jahrhundert
Zwar senkten medizinische und hygienische Fortschritte den Einfluss von Krankheiten auf die Bevölkerungsentwicklung, doch begrenzten in der ersten Hälfte des 18. Jahrhunderts mehrere Missernten und Epidemien wie Typhus, Ruhr und Pocken das Bevölkerungswachstum. 1761 lebten in England und Wales rund 6,7 Millionen Menschen, in Schottland rund eine Million. Eine Explosion der Einwohnerzahl setzte erst in der zweiten Hälfte des Jahrhunderts ein. Langsam begann sich eine breite Schicht eines mittleren Bürgertums zu bilden. Die ärmsten Bevölkerungsteile sahen sich ab etwa 1700 mit einer noch einmal verschärften Armengesetzgebung konfrontiert.
Die Landwirtschaft als bei weitem wichtigster Wirtschaftszweig erlebte eine neue Intensivierungswelle, was die Produktion deutlich steigen ließ. Mit der vorerst noch langsamen Zunahme der industriellen Produktion wuchs der Bedarf an Verkehrsverbindungen, auf den man mit einem verstärkten Kanalbau reagierte. Nach den unruhigen Zeiten des Bürgerkriegs, des Commonwealth und der Glorreichen Revolution schlug sich in Kultur und Wissenschaft der Wunsch nach Stabilität nieder. Dies drückte sich im Aufkommen des Klassizismus in verschiedenen künstlerischen Disziplinen sowie im Rationalismus der Wissenschaften aus. Der Klassizismus wurde auch durch die außenpolitischen und militärischen Erfolge bestärkt, nach denen Großbritannien sich als Nachfolger des Römischen Reiches ansehen konnte. In der Wissenschaftstheorie setzte sich vor allem mit John Locke und David Hume, den Hauptvertretern der britischen Aufklärung, ein strenger Empirismus durch.
Am deutlichsten schlug sich der Klassizismus in der Architektur nieder. Richard Boyle setzte diesen Stil mit Bezug auf den römischen Architekten Vitruv durch. Stilbildend für ganz Europa wurde Großbritannien durch die Entwicklung des Englischen Gartens. In der Malerei führte vor allem Joshua Reynolds das „Classical Age“ ein. Er bemühte sich neben der alleine vorherrschenden Gattung der Porträtmalerei auch die Historienmalerei einzuführen. In der Gestalt von William Hogarth entwickelte sich außerdem eine frühe Form des Realismus, die bereits sozialkritische Akzente setzte. Die Musik der Epoche war geprägt von Georg Friedrich Händel und dem von ihm gestimmten Übergang von der Oper zum Oratorium. In der Prosaliteratur setzte sich der Roman als dominierende Form durch, während die Poesie allgemein höheres Ansehen genoss und sich zunehmend in Richtung Naturpoesie entwickelte. Als neue dramatische Form gewann das Bürgerliche Trauerspiel an Bedeutung. Der Außenhandel erlebte einen deutlichen Aufschwung, in dessen Verlauf seit dem späten 17. Jahrhundert viele Monopolgesellschaften wie die Merchant Adventurers an Bedeutung verloren. Immer mehr Handelslinien wurden für private Kaufleute freigegeben, wobei der Amerika- und der Levantehandel in den Händen von privilegierten Gesellschaften blieben. Der Boom des Seehandels zog unter anderem die Entwicklung des Versicherungswesens und ein starkes Wachstum der Werften nach sich.

### Geistesleben im frühen 18. Jahrhundert

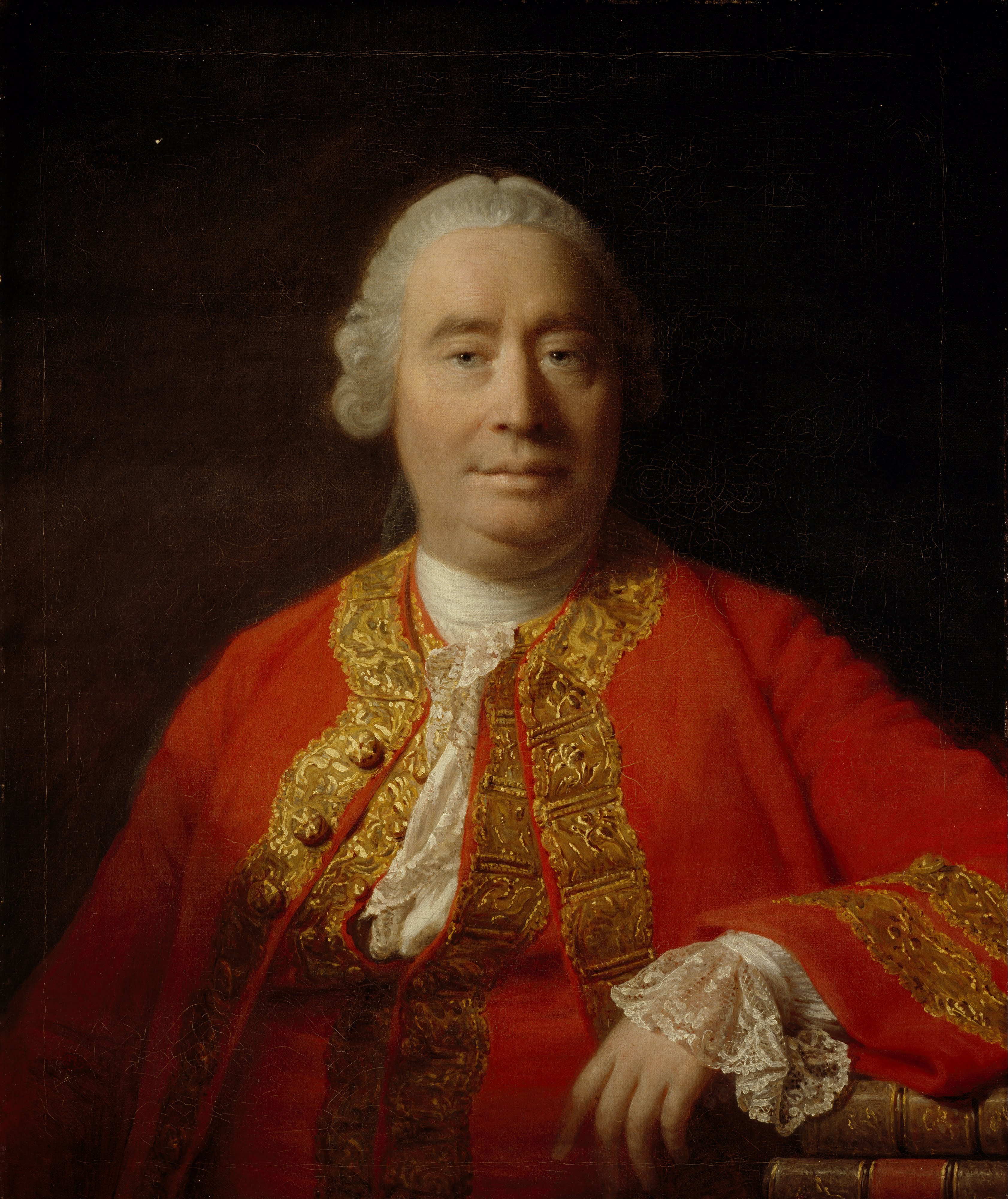
David Hume (1766; Porträt von Allan Ramsay)

Nach den unruhigen Zeiten des Bürgerkriegs, des Commonwealth und der Glorreichen Revolution schlug sich in Kultur und Wissenschaft der Wunsch nach Stabilität nieder. Dies drückte sich im Aufkommen des Klassizismus in verschiedenen künstlerischen Disziplinen sowie im Rationalismus der Wissenschaften aus. Der Klassizismus wurde auch durch die außenpolitischen und militärischen Erfolge bestärkt, nach denen Großbritannien sich als Nachfolger des Römischen Reiches ansehen konnte. In der Wissenschaftstheorie setzte sich vor allem mit John Locke und David Hume, den Hauptvertretern der britischen Aufklärung ein strenger Empirismus durch.
Am deutlichsten schlug sich der Klassizismus in der Architektur nieder. Richard Boyle setzte diesen Stil mit Bezug auf den römischen Architekten Vitruv durch. Stilbildend für ganz Europa wurde Großbritannien durch die Entwicklung des Englischen Gartens. In der Malerei führte vor allem Joshua Reynolds das „classical Age“ ein. Er bemühte sich neben der alleine vorherrschenden Gattung der Porträtmalerei auch die Historienmalerei einzuführen. In der Gestalt von William Hogarth entwickelte sich außerdem eine frühe Form des Realismus, die bereits sozialkritische Akzente setzte. Die Musik der Epoche war geprägt von Georg Friedrich Händel und dem von ihm gestimmten Übergang von der Oper zum Oratorium. In der Prosaliteratur setzte sich der Roman als dominierende Form durch, während die Poesie allgemein höheres Ansehen genoss und sich zunehmend in Richtung Naturpoesie entwickelte. Als neue dramatische Form gewann das Bürgerliche Trauerspiel an Bedeutung.

## Koloniale Expansion und imperiale Krise

### Reformversuche und steigende Unzufriedenheit

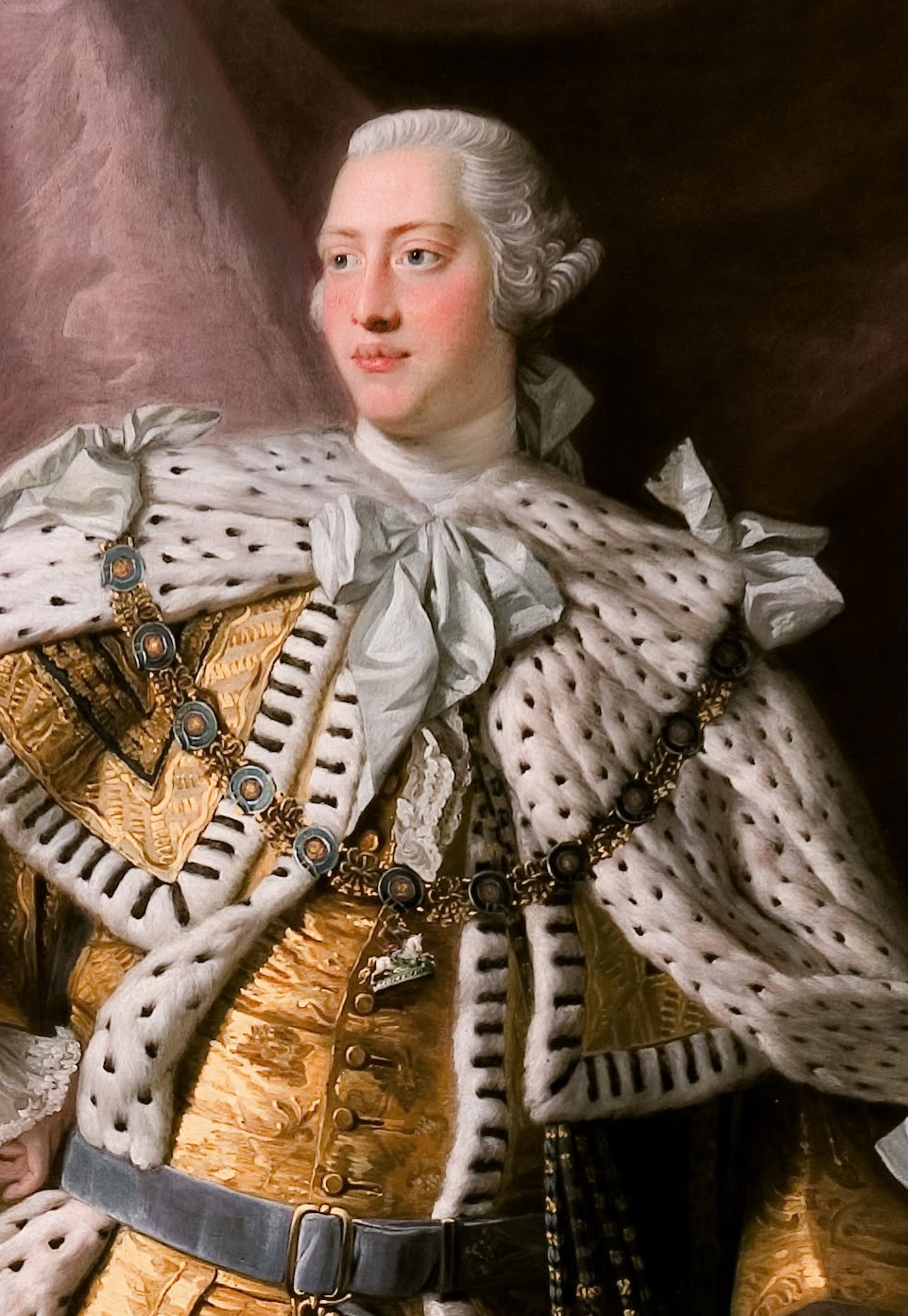
Georg III.

Das britische Kolonialreich entwickelte sich aus mehreren Ansätzen: An den Küsten von Afrika und Indien waren Handelsstützpunkte von geringer Flächenausdehnung entstanden; viele karibische Inseln waren großflächig erschlossen worden, um dort Plantagen anzulegen; in Nordamerika hatten sich Auswanderer, oft von ihrer abweichenden religiösen oder politischen Meinung zu diesem Schritt bewogen, niedergelassen und Gemeinwesen gebildet (zum Beispiel im Osten von Kanada und die 13 Kolonien an der Ostküste der späteren USA).
Die Kolonien wurden im 17. und frühen 18. Jahrhundert politisch kaum wahrgenommen. Darüber hinaus spielten die nordamerikanischen Siedlungskolonien zunächst auch wirtschaftlich eine geringe Rolle, was sich aber mit dem starken Bevölkerungswachstum dort (1700: rund 250.000 Einwohner, 1774: rund zwei Millionen) änderte. Das politische Interesse an den Kolonien begann mit dem zunehmenden Engagement auch der anderen europäischen Mächte in diesen Gebieten zu wachsen. So spielten sich die Auseinandersetzungen des Siebenjährigen Krieges zwischen Großbritannien und Frankreich nicht zuletzt auch um die Kolonialreiche beider Nationen ab. Der Friede von Paris 1763 zog ein Wachstum der britischen Besitzungen in Nordamerika und Indien auf Kosten Frankreichs nach sich.
Mit der Thronbesteigung Georgs III. 1760 formierte sich auch die politische Führungsschicht um. Der neue König berief Parlamentsmitglieder in wichtige Ämter, die weder durch ihre Bindung an Whigs oder Tories gebunden waren, dafür aber durch die wirtschaftlichen und sozialen Interessen ihrer Wahlkreise und durch ihre persönliche Loyalität zum König. Mit dieser Führungsgruppe ging er zunächst vor allem die Beendigung des Siebenjährigen Krieges und die Konsolidierung des durch den Krieg schwer belasteten Staatshaushaltes an. Im Rahmen dieser Bemühungen wurden auch Steuern über die nordamerikanischen Kolonien verhängt, was dort zu entschiedenem Widerstand, Angriffen auf königliche Beamte und einem Boykott britischer Waren führte.
Auch in Großbritannien kam es zu Ausbrüchen von Unzufriedenheit gegen die Krone. Der Verleger John Wilkes erlangte hohe Popularität, nachdem er bis dahin beispiellos kritische Artikel gegen den König veröffentlicht hatte und deshalb juristisch verfolgt wurde. Nach mehreren öffentlichen Auftritten wurde er 1768 in das Unterhaus gewählt und trat die verhängte Haftstrafe an, was Demonstrationen für seine Freilassung zur Folge hatte. Mehrfach schrieb die Regierung Neuwahlen für Wilkes’ Wahlbezirk aus und erkannte ihm trotz wiederholter Siege schließlich sein Mandat ab. Dieses willkürliche Vorgehen führte zu immer lauteren Forderungen nach einer Verfassungsreform. 1769 formierte sich die Gesellschaft der Supporters of the Bill of Rights, die sich eine Wahlrechtsreform auf die Fahnen schrieb. Vor allem ging es darum, die Schieflage zwischen den seit dem Mittelalter bestehenden ländlichen Wahlkreisen mit geringer Bevölkerung und den dicht besiedelten städtischen Wahlkreisen auszugleichen. Der bis dahin fehlende Ausgleich hatte zur Folge, dass städtische Wählerstimmen nur ein Bruchteil des Gewichts von ländlichen Stimmen hatten. In den 1770er Jahren bildeten sich mehrere Bewegungen und Interessengruppen, die im Sinn der Aufklärung eine durch Vernunft gegliederte politische Ordnung forderten, was unter anderem eine Ausweitung des Wahlrechts auf die gesamte männliche Bevölkerung und eine Verringerung der Macht des Königs umfasste. Das Aufruhrpotenzial in der Londoner Bevölkerung zeigte sich 1780, als nach Gesetzesvorschlägen zur Katholikenemanzipation die Gordon Riots ausbrachen, in deren Verlauf katholische Gesandtschaftskapellen verwüstet und entdeckte Katholiken misshandelt wurden.

### Sklaverei und Industrielle Revolution
Die Plantagen in der Karibik und in den südlichen Kolonien Nordamerikas wurden mit Sklaven bewirtschaftet, die großenteils aus Afrika eingeführt wurden. Nur in den Kolonien galt Sklaverei als legal, Großbritannien selbst wurde gewohnheitsrechtlich als free soil betrachtet. Ein offizielles Gesetz, das die Versklavung von Menschen legalisierte, gab es aber nicht. An diesen Geschäften waren hauptsächlich private Gesellschaften beteiligt, zum Teil auch die Krone. Im frühen 19. Jahrhundert sind 47.000 Besitzer von Sklaven in Großbritannien bezeugt, vor der Jahrhundertwende werden es nicht viel weniger gewesen sein. Von der Frühen Neuzeit bis zur Abschaffung der Sklaverei in den USA 1866 lassen sich über 12.000 Fahrten britischer Sklavenschiffe nachweisen, davon 5.000 mit dem Heimathafen Liverpool.
Eines der wichtigsten Produkte, das von Sklaven geerntet wurde, war Baumwolle. Sie löste insbesondere nach der Erfindung der Spinning Jenny, die bald auch mit Dampfmaschinen betrieben wurde, in den 1780er Jahren einen Wirtschaftsboom aus: Der durch die maschinelle Verarbeitung vergrößerte Nachfrage nach Baumwolle führte zu einem deutlichen Preisanstieg für diesen Rohstoff, der ein exponentielles Wachstum der produzierten Menge nach sich zog. Dies wurde möglich durch eine Intensivierung des Sklavenhandels. Da die Arbeitskosten verschwindend gering waren, waren die Gewinne der Sklavenhändler, Plantagenbesitzer und Inhaber von Baumwollspinnereien extrem hoch. Der Historiker Sven Beckert spricht von einem regelrechten „Baumwollrausch“. Ob dieser Boom die „ursprüngliche Akkumulation“ bedeutete, das heißt, ob die in diesen Jahrzehnten im Königreich Großbritannien beginnende Industrielle Revolution durch Sklavenarbeit in den Kolonien ermöglicht wurde, ist in der Forschung seit Langem umstritten (siehe auch Ursachen der Industriellen Revolution).

### Der Verlust Nordamerikas und die Nationalbewegung in Irland

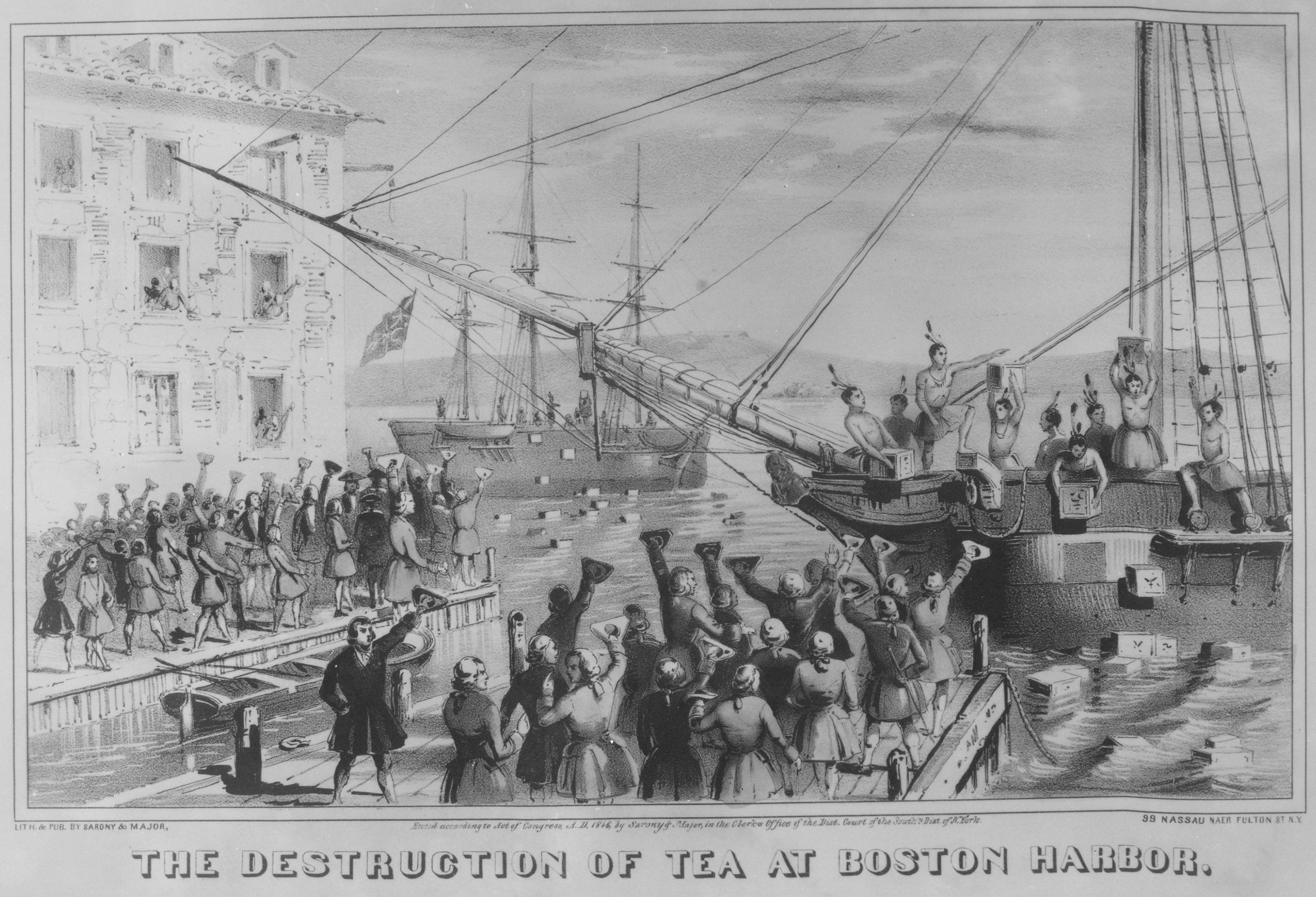
Die Boston Tea Party, Lithografie von Sarony & Major, 1846

Die Steuerauseinandersetzungen der frühen 1760er Jahre hatten die öffentliche Meinung in den 13 nordamerikanischen Kolonien gegen das Mutterland beeinflusst. Als 1773 die East India Company das Monopol auf den Teeimport in die Kolonien erhielt und damit der Schmuggel sowie die Steuerhinterziehung unterbunden wurden, kam es zum Widerstand in Form der Boston Tea Party am 16. Dezember 1773. Im April des Folgejahres trat der Erste Kontinentalkongress der Kolonien zusammen, womit sie sich erstmals eine feste Organisation gaben und ein gemeinsames Heer aufstellten. Darauf reagierte Großbritannien mit dem Ausschluss der Kolonien vom Außenhandel. Kurz darauf brachen die ersten Kämpfe des Unabhängigkeitskrieges aus. Zunächst blieb der Konflikt von niedriger Intensität, weil die Kolonien ihr Heer erst aufbauen und die britischen Truppen über den Atlantik herbeigeschafft werden mussten. Am 4. Juli 1776 erließen die Rebellen die Unabhängigkeitserklärung der Vereinigten Staaten. Die erste größere Niederlage für die Briten war die Kapitulation von General Burgoyne am 17. Oktober 1777 in Saratoga. 1778 trat Frankreich, 1779 Spanien auf der Seite der Rebellen in den Krieg ein und weiteten ihn auf den europäischen und indischen Schauplatz aus. Mit der Kapitulation von Yorktown am 19. Oktober 1781 war der Krieg für Georg III. militärisch verloren. Politisch stellte ein Parlamentsentschluss vom 27. Februar 1782, der ein Ende des Krieges forderte und eine Regierungskrise auslöste, die Entscheidung dar. Der Frieden von Paris beendete 1783 den Unabhängigkeitskrieg offiziell und erkannte die Vereinigten Staaten von Amerika als souveränen Staat an.
Irland wurde im 18. Jahrhundert von einer dünnen protestantischen Herrenschicht beherrscht. Die Katholiken wurden unterdrückt. Allerdings hatte sich ein insbesondere aus Händlern bestehendes wohlhabendes katholisches Bürgertum gebildet. Aus dieser Gruppe wurden Forderungen nach Gleichberechtigung immer lauter, die zunehmend von den katholischen Volksmassen aufgegriffen wurden und durch die Ereignisse in Amerika zusätzlichen Auftrieb bekamen. Auf der anderen Seite bildeten sich Freiwilligenregimenter zur Verteidigung gegen eine französische Invasion, als die Krone Truppen aus Irland nach Amerika verlegte. Diese Loyalität wurde 1778 mit dem ersten Catholic Relief Act belohnt, das Katholiken vor allem in Grundbesitzfragen besserstellte. 1780 folgte eine Gleichstellung mit Großbritannien im Kolonialhandel, 1782 eine Aufwertung des irischen Parlaments, von der allerdings nur die protestantische Oberschicht profitierte. 1789, auch angeregt durch die Französische Revolution, bildeten sich die United Irishmen, die eine irische Nation mit Gleichberechtigung beider Konfessionen anstrebten. Damit hatte die irische Nationalbewegung erstmals im größeren Umfang protestantische Fürsprecher. 1793 erhielten Katholiken den Zugang zu Justizämtern, das aktive Wahlrecht und das Recht, Waffen zu tragen. Trotz dieser Zugeständnisse verhandelte die irische Nationalbewegung mit den Franzosen und bewog sie 1796 zu einem Invasionsversuch, der aber scheiterte. Vor allem auf dem Land kam es zur Bildung von nationalistischen Geheimgesellschaften, die in ihrer Mehrheit nicht den integrativen Nationalismus der städtischen Intellektuellen teilte, sondern ein katholisches Irland anstrebte. Deren Vorgehen führte 1798 zu einem übermäßig harten britischen Militäreinsatz, der wiederum offene Aufstände herausforderte. Insgesamt starben während dieser Auseinandersetzungen rund 30.000 Menschen.

### Die Ära Pitts des Jüngeren

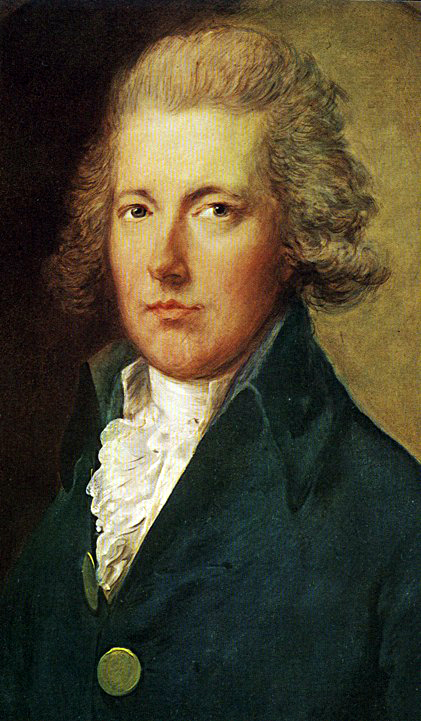
William Pitt der Jüngere

Unter Premierminister Charles Watson-Wentworth, 2. Marquess of Rockingham setzten sich ab 1782 die liberalen Forderungen bis in die Staatsführung durch. Er beendete nicht nur den Amerikanischen Unabhängigkeitskrieg und begann mit der Konsolidierung des Staatshaushalts, sondern trieb auch die Entflechtung von Parlamentsmandaten und Verbindungen zum Hof voran.
Unter der Regierung von William Pitt dem Jüngeren setzten ab 1783 die Reformen verstärkt ein. Zur Finanzsanierung griff er auf das Mittel der sinking funds zurück, strich die meisten staatlichen Pensionen und senkte die Zölle, was den Schmuggel uninteressant machte und dadurch in der Summe die Zolleinnahmen erhöhte. Das gewonnene Geld nutzte er teilweise zum Aufrüsten der Marine. In einer ersten schweren Phase der Geisteskrankheit von Georg III. von Oktober 1788 bis Februar 1789 gelang es Pitt, den Thronfolger, den späteren Georg IV. weitgehend von der Regentschaft fernzuhalten.
Mit dem Sturm auf die Bastille in Frankreich wurden auch in Großbritannien die Stimmen immer lauter, die ein allgemeines Wahlrecht für alle Männer forderten. Die politischen Auseinandersetzungen griffen erstmals seit der Bürgerkriegszeit auf breite Kreise des Bürgertums und der Unterschichten über. Im Rahmen der politischen Diskussion entwickelte sich ein umfangreiches politisches Schrifttum, insbesondere von Edmund Burke und Thomas Paine. Als die britischen Radikalen 1794 und 1795 Kontakt mit den französischen Revolutionären aufnahm, hob die Regierung zahlreiche Freiheitsrechte auf, worauf die Reformbewegung in den Untergrund ging.
Außenpolitisch reagierte die Regierung unter Pitt zunächst zurückhaltend auf die Französische Revolution und hielt sich aus den Revolutionskriegen heraus. Auch nachdem das revolutionäre Frankreich Großbritannien am 1. Februar 1793 den Krieg erklärt hatte, engagierte sich die britische Regierung zunächst vor allem mit Unterstützungszahlungen für die kriegführenden Monarchien auf dem europäischen Kriegsschauplatz. Militärisch waren die Briten vor allem in den französischen und holländischen Kolonien in der Karibik, später auf Ceylon und im späteren Südafrika aktiv. Nachdem die monarchische Front in Europa mit dem Frieden von Basel 1795 und dem österreichisch-französischen Friedensschluss 1797 zu bröckeln begann, standen Russland und Großbritannien dem revolutionären Frankreich alleine gegenüber. Die Briten verfügten über die größte Flotte der Zeit, jedoch über kein auf dem Kontinent handlungsfähiges Heer. Gleichzeitig war Großbritannien durch eine Wirtschaftskrise geschwächt, die erstmals die Erhebung einer allgemeinen Einkommensteuer nach sich zog. Nicht zuletzt wegen dieser massiven finanziellen Belastung war ein Friedensschluss mit Frankreich in der Bevölkerung populär, der schließlich 1802 mit dem Frieden von Amiens unter Pitts Nachfolger Henry Addington erfolgte.

### Wirtschaftliche und gesellschaftliche Entwicklung im späten 18. Jahrhundert

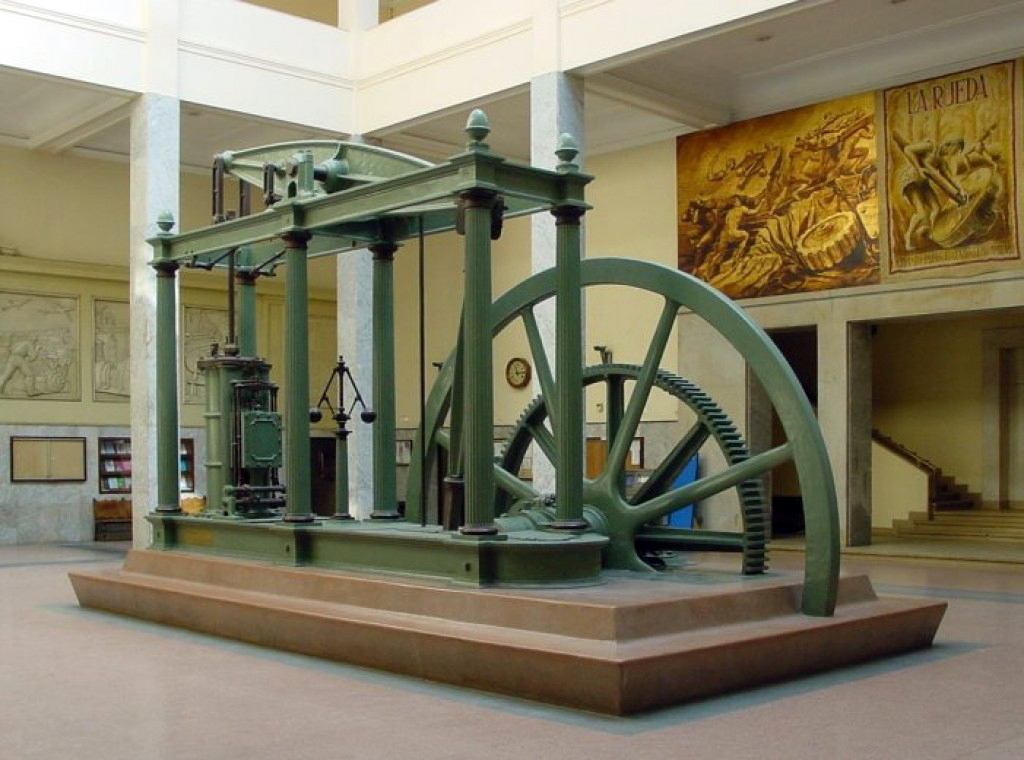
Eine Dampfmaschine nach einem Entwurf von James Watt, ausgestellt in Madrid.

Bereits im 18. Jahrhundert begann sich die Industrielle Revolution in Großbritannien zu entfalten. Ihre vollen wirtschaftlichen und gesellschaftlichen Auswirkungen zeigten sich jedoch erst im 19. Jahrhundert.
Dass dieser Prozess auf den Britischen Inseln begann, hat mehrere Gründe. So hatte sich nicht zuletzt nach den religiösen Auseinandersetzungen des Bürgerkriegs eine weitgehend rationale, an Vernunft und Naturwissenschaften ausgerichtete Weltanschauung durchgesetzt, was technische Erfindungen und die effektive Organisation der Arbeitsprozesse begünstigte. Auch gab es keine Leibeigenschaft, was das Abwandern der Landbevölkerung in die Städte und damit die Bildung eines Proletariats förderte. Das bis 1760 geringe Bevölkerungswachstum begünstigte die Entwicklung von Maschinen, um die teure menschliche Arbeitskraft zu ersetzen. Kohle war als Energiequelle reichlich vorhanden und über die Kanäle, sog. Narrowboat-Kanäle, sowie die Küstengewässer schnell und billig zu transportieren.
Zentrales Element der Industriellen Revolution war die Mechanisierung, zunächst in der Textilindustrie: 1765 wurde die Spinnmaschine Spinning Jenny entwickelt. 1788 waren bereits 20.000 dieser Anlagen in Betrieb. Parallel entstanden weitere Maschinen für verschiedene Arbeitsgänge dieses Wirtschaftszweiges. Der nächste Schritt waren Verbesserungen in der Eisenverhüttung und Stahlherstellung, was wiederum den Bau von Maschinen erleichterte und verbilligte. Als dritte Entwicklung kamen Dampfmaschinen hinzu, die ab ihrer entscheidenden Verbesserung durch James Watt in den 1770er und 80er Jahren immer weiter verbreitet wurden.
Die technischen Neuerungen veränderten auch den Arbeitsprozess. An die Stelle selbständiger Handwerks- oder Heimarbeit im Verlagssystem trat die Fabrikarbeit mit ihren zentralen Arbeitsorten, festen Zeiten und zunehmender Kinderarbeit. Die Arbeiter hatten sich im 18. Jahrhundert zunächst in Combinations, gewissermaßen Handwerkszünften, vereinigt. Diese wurden zunächst verboten. Im beginnenden 19. Jahrhundert setzten sich die verschiedenen Formen arbeiterschaftlicher Organisation jedoch langsam durch.
Durch Thomas Malthus’ Schrift Essay on the Principle of Population von 1798 entstand erstmals eine wissenschaftliche und politische Diskussion um die demographische Entwicklung. 1801 gab es die erste moderne Volkszählung in Großbritannien. In diese Zeit fällt auch ein massiver Bevölkerungsanstieg in ganz Großbritannien von etwas über 8 Millionen 1794 auf über 13 Millionen im Jahr 1831. Parallel zum Wachstum gab es auch eine regionale Konzentration der Einwohner in den Industrieregionen im Norden und Westen Englands, in Wales, in den Lowlands in Südschottland und in London, das um 1800 die Marke von einer Million Einwohnern überstieg.

## Das Vereinigte Königreich
Als Folge der Aufstände beschloss die Regierung unter William Pitt dem Jüngeren, die formelle Unabhängigkeit Irlands endgültig zu beenden. So wurde Irland mit dem Act of Union 1800 dem Königreich Großbritannien angeschlossen, was einerseits den Verlust des irischen Parlaments, andererseits die rechtliche Einheit und damit die formelle Gleichstellung von Großbritannien und Irland zum 1. Januar 1801 nach sich zog. Es entstand das Vereinigte Königreich von Großbritannien und Irland. Irland entsandte rund 100 Abgeordnete in das House of Commons und 28 Peers in das House of Lords. Die von Pitt ebenfalls angestrebte staatsbürgerliche Gleichstellung der Katholiken scheiterte am Widerstand Georgs III., worauf der Premierminister zurücktrat.
Im 19. Jahrhundert erlebte Großbritannien nach dem Krieg gegen Napoléon Bonaparte im Viktorianischen Zeitalter sowohl eine wirtschaftliche Blüte als fortschrittlichste Industrienation der Welt als auch eine machtpolitische Hochphase seines ausgedehnten Kolonialreiches, die mit dem Ersten Weltkrieg endete.